# آلبرتو بارسل
آلبرتو بارسل (اسپانیایی: Alberto Barcel‎؛ ‏ ۱۹۰۷ – ۱۹۷۵}) بازیگر اهل آرژانتین بود.
از فیلم‌ها یا برنامه‌های تلویزیونی که وی در آن نقش داشته‌است، می‌توان به هفتاد ضربدر هفت، خانه فرشته، گل ایروپه، سیرسه و پدربزرگ اشاره کرد.